# Південне Сурігао
Південне Сурігао (себ. Habagatang Surigao) — провінція Філіппін в регіоні Карага на острові Мінданао. Адміністративним центром є місто Тандаг. Південне Сурігао розташоване на північному сході острова Мінданао і омивається водами Філіппінського моря.

## Географія
Площа провінції становить 4 932,70 км2. Південне Сурігао межує на північному заході з провінцією Північне Сурігао, на південному сході — з провінцією Східне Давао, на заході і південному заході — з провінціями Північний Агусан і Південний Агусан. На заході провінції розташований гірський хребет Дівата, який виокремлює провінцію від решти острова Мінданао. На сході лежить Філіппінське море.

### Адміністративний поділ
Адміністративно провінція поділяється на 17 муніципалітетів і два незалежних міста.

## Демографія
Згідно з переписом 2015 року населення провінції становило 592 250 осіб.

## Економіка
Провінція Південне Сурігао є однією із основних постачальників рису, бананів та інших тропічних фруктів. Також тут є поклади міді, хромітів та срібла. Рибальство є одним із основним засобів до існування багатьох жителів провінції.